# Il suo destino (film 1938)
Il suo destino è un film del 1938 diretto da Enrico Guazzoni.

## Trama

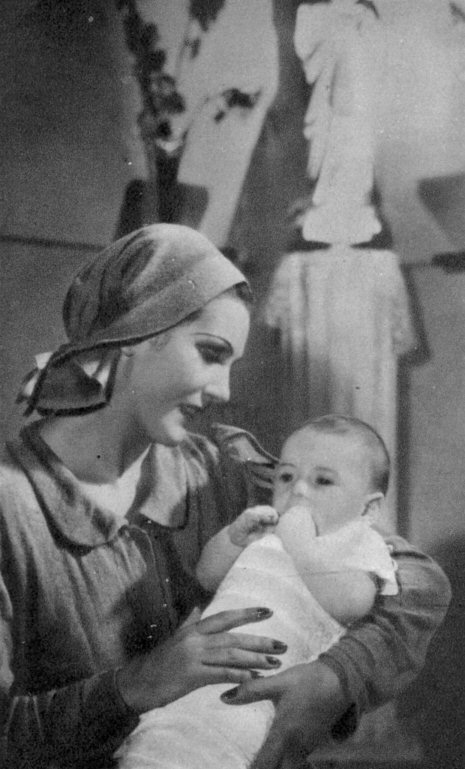
Luisa Ferida in una foto di scena

Andrea, ingegnere italiano, lavora in una fazenda brasiliana e vive con Maria, una ex ballerina di varietà. Il direttore della fazenda, Don Pedro, che ha messo gli occhi su Maria, scopre che Andrea, schiavo del vizio del gioco si è reso responsabile di alcune truffe, messe in atto per poter recuperare il denaro perso e pagarsi il rientro in Italia. Don Pedro ne parla alla donna e la ricatta proponendole di concedersi a lui in cambio del suo silenzio. Sopraggiunge Andrea e, nella colluttazione che ne consegue, dalla sua pistola parte un colpo che uccide Don Pedro. Per evitare che l'uomo che ama si comprometta con la giustizia, Maria prende su di sé la colpa dell'omicidio e lascia partire Andrea. Motivando il suo gesto con la legittima difesa perché sotto la minaccia dello stupro, riesce a essere condannata a soli tre anni. Dopo un breve periodo di detenzione si accorge di essere incinta dell'uomo che aveva appena lasciato partire e, rassicurata da un medico anch'egli italiano, mette al mondo un bambino, di cui il medico si prenderà cura affidandolo a un istituto di suore. Scontata la pena e uscita dal carcere, Maria torna in Italia e rintraccia l'ingegnere ma, arrivata nel suo ufficio, ha l'amara sorpresa di ritrovarlo sposato con un'altra donna, che la respinge in malo modo dopo averla ingiuriata. Tornata disperata sui suoi passi, ritrova la serenità con il medico che, tornato anche lui in Italia, non ha smesso di nutrire per lei un sincero affetto.

## Produzione
Annunciato come «film drammatico-sentimentale d'ambientazione brasiliana», il film in realtà fu girato completamente in Italia a partire dal luglio 1938, a Cinecittà per gli interni e a Genova, Napoli, Fogliano e Sabaudia per gli esterni.

## Distribuzione
Il film venne distribuito nel circuito cinematografico italiano il 25 novembre del 1938.

## Accoglienza

### Critica
(Mario Gromo, La Stampa, 11 marzo 1939)
(Fabrizio Sarazani, Il Giornale d'Italia, 3 aprile 1939)